# Nationale Wertungszahl
Die Nationale Wertungszahl (kurz NWZ) ist eine Wertungszahl im Schach, um die Spielstärke einzelner Spieler zu vergleichen.

## Nationale Wertungszahlen allgemein
Allgemein bezeichnet man als NWZ die vom jeweiligen nationalen Verband verwalteten Wertungszahlen im Gegensatz zur Elo-Zahl, die vom Weltschachverband FIDE vergeben wird.
Die meisten nationalen Wertungssysteme sind zumindest in der Größenordnung der Wertzahlen an das Elo-System angelehnt.

## Nationale Wertungszahlen in der DDR
In der DDR wurde nur für Spieler höherer Spielstärke eine Wertungszahl geführt. Diese wurde als NWZ bezeichnet. Die Wertungsliste wurde jährlich von der „Arbeitsgruppe Klassifizierung der Technischen Kommission des Deutschen Schachverbandes der DDR“ neu berechnet und veröffentlicht.
Die Wertung wurde analog der Elo-Zahl berechnet bzw. entsprach dieser zumindest in der Größenordnung und der Wertungsrichtung (größere Zahl = höhere Spielstärke).
Zu dieser Zeit wurde im Deutschen Schachbund in der Bundesrepublik Deutschland ein substantiell anderes System, die Ingo-Zahl, verwendet.
Nach Vereinigung beider Verbände wurde ein einheitliches System – die Deutsche Wertungszahl (DWZ) – eingeführt, welches mathematisch ebenfalls auf dem Elo-System basiert.

### Vorgeschichte
Die Idee zur Einführung eines Wertungssystems auf Grundlage des Elo-Systems der FIDE hatte der Berliner Uwe Bade, der damals stellvertretender Vorsitzender der Technischen Kommission des DSV der DDR war. Bei einem Besuch des DSV-Generalsekretariats im Jahr 1971 wurde er auf eine Ausgabe der Schweizerischen Schachzeitung aufmerksam, in der das Elo-System vorgestellt wurde. Bade studierte den Artikel intensiv und testete das System auf eine eventuelle Einführung im DSV. Mit den Ergebnissen seiner Arbeit wurde er im Verband vorstellig und bekam ein durchweg positives Echo.
Im Februar 1972 fasste die Technische Kommission den Beschluss, das von Bade in SCHACH 1/1972 beschriebene Wertungssystem teilweise einzuführen. Für die Auswertung sollten alle an überregionalen Wettkämpfen beteiligten Spieler berücksichtigt werden. Uwe Bade war dabei für die Frauenturniere und Hans-Jürgen Hochgräfe aus Leipzig für die Männerturniere verantwortlich.
Die Berechnung der Nationalen Wertungszahlen des Deutschen Schachverbandes der DDR – so der offizielle Name des Wertungssystems – konnte von Beginn an mit Hilfe von Computern erfolgen. Bade arbeitete im Zentrum für Organisation und Bauwesen, wo ihm ein Großrechner IBM 360/40 zur Verfügung stand – ein Modell, das später von der DDR nachgebaut wurde (ESER-Reihe von Robotron). Hochgräfe bearbeitete die Männerturniere mit einem Kleinrechner Cellatron 8205.

### Die ersten Wertungslisten
Beim Aufbau des Wertungssystems waren folgende Bedingungen zu beachten:
- Die nationalen Wertungen sollten den internationalen angeglichen sein.
- Die Wertungen der Frauen sollten in tatsächlicher Relation zu denen der Männer stehen.
- Es sollten Beziehungen zur weiterhin verbindlichen Klassifizierungsordnung bestehen.

Bade unternahm 1971 versuchsweise die Auswertung von Frauenturnieren, weil hier der Datenbestand überschaubar war – es gab rund 150 aktive Spielerinnen. Zur Schaffung einer realen Ausgangsbasis erfasste er rückwirkend alle Turniere ab 1963 und berechnete aus diesen Daten iterativ – Ausgangswerte waren die Elo-Zahlen – die ersten NWZ. Diese NWZ sollte dabei so dicht wie möglich an den bekannten Werten der DDR-Spieler aus dem Elo-System liegen.
Ausgehend von den Erfahrungen bei der Erarbeitung der Frauen-Wertungsliste, wurde beim Erstellen der Männer-Wertungsliste mit Wettkämpfen aus dem Jahr 1965 begonnen: dem ¾-Finale (Vorturniere zur DDR-Einzelmeisterschaft), dem Finale (DDR-Einzelmeisterschaft) und der Sonderliga (höchste Spielklasse der DDR-Mannschaftsmeisterschaft) – insgesamt rund 40 Spieler. Der Kreis der Spieler wurde bis 1970 noch um die Oberliga- und Liga-Wettkämpfe erweitert, so dass ungefähr 400 Spieler für die erste Wertungsliste erfasst waren. Zu diesem Zeitpunkt waren 14 DDR-Männer in der internationalen Liste der FIDE enthalten. Die Elo-Zahlen dieser Spieler dienten als Referenz um die nationale Wertungsliste entsprechend zu korrigieren.

### Technisches
Als Programmiersprache für die von Bade geschriebene Auswertungssoftware wurde PL/I verwendet. Für Frauen und Männer kam dabei die inhaltlich gleiche Software zum Einsatz, die auf Grundlage der für die internationalen Listen gültigen Berechnungsregeln entwickelt wurde. Die Einspeisung der Daten in den Computer erfolgte über Lochkarten. Zuvor wurden die Ergebnisse von Hochgräfe in Erfassungsbögen festgehalten.
Als der Arbeitsaufwand für die Datenerfassung immer größer wurde, stieß Holger Borchers zum Team. Borchers brachte noch Helferinnen mit, die die Erfassungsbögen mit Lochungsmaschinen auf Lochkarten brachten. Die Lochkarten wurden anschließend von Bade ins Zentrum für Organisation und Bauwesen gebracht und dort in den Computer eingespeist. Die Nutzung des Firmen-Computers wurde vom Betriebsdirektor stillschweigend geduldet und die Arbeit als gesellschaftliche Tätigkeit verbucht.